# 모켄어
모켄어(Moken)는 태국 남부와 미얀마 남부의 메르귀 제도에서 쓰이는 오스트로네시아어족 언어이다. 모클렌어와 가까운 관계이다.

## 방언
모켄어 방언을 북쪽에서 남쪽 순으로 나열하면 다음과 같다.
- 둥(Dung) 방언 (화자 635명[3])
- 자이트(Jait) 방언 (화자 331명[3])
- 레비(Lebi, L'be) 방언 (화자 980명[3])
- 니아위(Niawi) 방언
- 자디아크(Jadiak) 방언

둥, 자이트, 레비, 니아위 방언은 미얀마에서 쓰이고 자디아크 방언은 태국에서 쓰인다. 미얀마에서 쓰이는 방언에 대해서는 연구가 부족하다.
태국 라농주의 주요 모켄어 방언은 다음과 같다. (Larish 2005)
- 북자디아크 방언 (꼬 수린 모켄어). Ivanoff (1988)[4]와 Hinshiranan (1996)[5]이 연구한 바 있다.
- 남자디아크 방언 (라와이 모켄어). 푸껫섬 남쪽 끝, 우락라워이어 사용 지역 근처에서 쓰인다. Chantanakomes (1980)[6]가 기록한 바 있다.

## 참고 문헌
- Larish, Michael. 2005. "Moken and Moklen." in Alexander Adelaar and Nikolaus P. Himmelmann (eds.), The Austronesian languages of Asia and Madagascar, 513-533. London: Routledge. ISBN 0-7007-1286-0.
- Naw Say Bay. 1995. "The phonology of the Dung dialect of Moken", in Papers in Southeast Asian Linguistics No. 13, Studies in Burmese Languages, ed. D. Bradley, vol. 13, pp. 193–205. Pacific Linguistics, the Australian National University.